# Рокитнівська селищна рада
Роки́тнівська се́лищна ра́да — орган місцевого самоврядування в Рокитнівська міська рада Рівненської області. Адміністративний центр — селище міського типу Рокитне.

## Загальні відомості
- Рокитнівська селищна рада утворена в 1940 році.
- Як об'єднана територіальна громада утворена в 2020 році.
- Територія ради: 1572,1 км²
- Населення ради: 39468 особи (станом на 1 січня 2020 року)
- Територією ради протікає річка Бунів, річка Ствига, річка Льва, річка Тризна.

## Населені пункти
Селищній раді підпорядковані населені пункти:
- смт Рокитне - адміністративний центр,
- смт Томашгород, село Біловіж, село Більськ, село Блажове, село Борове, село Буда, село Будки-Сновидовицькі, село Дерть, село Єльне, село Залав'я, село Карпилівка, село Кисоричі, село Купель, село Лісове, село Масевичі, село Мушні, село Нетреба, село Олександрівка, село Осницьк, село Остки, село Рокитне, село Сновидовичі, село Старики, село Томашгород.

## Склад ради
Рада складається з 26 депутатів та голови.
- Голова ради: Таргонський Григорій Миколайович.
- Секретар ради: Лесковець Марина Іванівна.
- Заступник голови ради: Гордійчук Антоніна Василівна.
- Заступник голови ради: Маринич Сергій Антонович.
- Керуючий справами виконавчого комітету: Герасимчук Анатолій Андрійович (до 04.01.2023 р., посада скорочена).
- https://rokytne-gromada.gov.ua/kerivnictvo-09-21-43-18-12-2020/

## Керівний склад попередніх скликань
| Прізвище, ім'я, по батькові   | Основні відомості                                                         | Дата обрання | Дата звільнення |
| ----------------------------- | ------------------------------------------------------------------------- | ------------ | --------------- |
| Богданець Тетяна Іванівна     | В.о. селищного голови                                                     | 2017         | 2020            |
| Дубовець Руслан Олександрович | Селищний голова                                                           | 2015         | 2017            |
| Татусь Віктор Андрійович      | Селищний голова, 1949 року народження, член Соціалістичної партії України | 2011         | 2015            |
| Татусь Віктор Андрійович      | Селищний голова, 1949 року народження, член Соціалістичної партії України | 26.03.2006   | 31.10.2010      |
| Басич Володимир Григорович    | Селищний голова, 1967 року народження, член Партії регіонів               | 31.10.2010   |                 |
| Грущак Микола Миколайович     | Селищний голова                                                           | 2002         | 2006            |

### Депутати
За результатами виборів 2020 року https://www.cvk.gov.ua/pls/vm2020/pvm057pid112=51pid102=64636pf7691=64998pt001f01=695rej=0pt00_t001f01=695.html
| політична партія Всеукраїнське об’єднання "Батьківщина" |                                | |     |       |      |
| Перший кандидат                                         | Пахнюк Світлана Михайлівна     | Громадянка України, народилася 20.05.1972 р., освіта вища, член політичної партії Всеукраїнське об’єднання "Батьківщина", Рокитнівська районна рада, Заступник голови районної ради, місце проживання: Рівненська обл.. Рокитнівський р-н с. Сновидовичі                                    |     |       | ЄБВО |
| 1                                                       | Кириловець Віктор Іванович     | Громадянин України, народився 24.04.1963 р., освіта вища, член політичної партії Всеукраїнське об’єднання "Батьківщина", Приватний підприємець, місце проживання: Рівненська обл., Рокитнівський р-н, с. Масевичі                                                                           | 44  | 8,61  | ЄБВО |
| 2                                                       | Смик Людмила Миколаївна        | Громадянка України, народилася 18.02.1976 р., освіта вища, безпартійна, Масевицька ЗОШ І-ІІІ ступ., Директор школи, місце проживання: Рівненська обл., Рокитнівський р-н, с. Масевичі | 299 | 58,51 | 2    |
| 2                                                       | Ковалець Микола Федорович      | Громадянин України, народився 15.05.1972 р., освіта вища, безпартійний, Приватний підприємець, місце проживання: Рівненська обл., Рокитнівський р-н, с. Дерть | 222 | 43,44 | 2    |
| 3                                                       | Кайданович Тетяна Яківна       | Громадянка України, народилася 30.01.1967 р., освіта вища, безпартійна, Біловіжська ЗОШ І-ІІІ ступ., Директор школи, місце проживання: Рівненська обл., Рокитнівський р-н, с. Біловіж | 201 | 39,33 | 3    |
| ПОЛІТИЧНА ПАРТІЯ "ЗА МАЙБУТНЄ"                          |                                | |     |       |      |
| 1                                                       | Лесковець Марина Іванівна      | Громадянка України, народилася 08.03.1992 р., освіта вища, безпартійна, Рокитнівська селищна рада, Секретар виконавчого комітету, місце проживання: смт Рокитне, Сарненський р-н, Рівненська обл.                                                                                           | 47  | 9,19  | 1    |
| 1                                                       | Дежнюк Олександр Федорович     | Громадянин України, народився 02.09.1982 р., освіта професійно-технічна, безпартійний, Фізична особа- підприємець, місце проживання: смт Рокитне, Сарненський р-н, Рівненська обл. | 82  | 16,04 | ЄБВО |
| 2                                                       | Бричка Віктор Петрович         | Громадянин України, народився 18.07.1965 р., освіта професійно-технічна, безпартійний, Карпилівська сільська рада, Сільський голова, місце проживання: с. Карпилівка, Сарненський р-н, Рівненська обл.                                                                                      | 184 | 36,00 | 2    |
| 2                                                       | Лозян Іван Сергійович          | Громадянин України, народився 10.07.1992 р., освіта вища, безпартійний, Фізична особа- підприємець, місце проживання: с. Масевичі, Сарненський р-н, Рівненська обл. | 80  | 15,65 | ЄБВО |
| 3                                                       | Ушко Любов Антонівна           | Громадянка України, народилася 08.05.1964 р., освіта професійно-технічна, безпартійна, Комунальний заклад "Рокитнівська центральна бібліотечна система" філія села Залав? я, Бібліотекар, місце проживання: с. Залав’я, Сарненський р-н, Рівненська обл.                                    | 114 | 22,30 | 3    |
| Політична партія "Сила і Честь"                         |                                | |     |       |      |
| Перший кандидат                                         | Мініч Григорій Іванович        | Громадянин України, народився 23.08.1952 р., освіта вища, безпартійний, Товариство з обмеженою відповідальністю "Зелена аптека", Директор, місце проживання: Рівненська обл., смт Рокитне                                                                                                   |     |       | ЄБВО |
| 1                                                       | Кінчур Анатолій Андрійович     | Громадянин України, народився 26.08.1970 р., освіта вища, безпартійний, Рокитнівська районна рада Рівненської області, Голова районної ради, місце проживання: Рівненська обл., Рокитнівський р-н, смт Рокитне                                                                              | 93  | 18,19 | ЄБВО |
| 2                                                       | Дяков Олександр Антонович      | Громадянин України, народився 26.04.1970 р., освіта вища, безпартійний, Державне підприємство "Рокитнівське лісове господарство", Виконуючий обов’язки директора, місце проживання: Рівненська обл., Рокитнівський р-н, смт Рокитне                                                         | 120 | 23,48 | ЄБВО |
| 3                                                       | Сидорович Олена Миколаївна     | Громадянка України, народилася 05.09.1977 р., освіта вища, безпартійна, Рокитнівська районна рада Рівненської області, Начальник загального відділу, місце проживання: Рівненська обл., Рокитнівський р-н, смт Рокитне                                                                      | 211 | 41,29 | 3    |
| ПОЛІТИЧНА ПАРТІЯ "СЛУГА НАРОДУ"                         |                                | |     |       |      |
| 1                                                       | Мосейчук Андрій Іванович       | Громадянин України, народився 16.11.1992 р., освіта вища, безпартійний, ФОП Таранець І.В., Касир-операціоніст, місце проживання: Рівненська обл., Рокитнівський р-н, смт Рокитне | 61  | 11,93 | 1    |
| 1                                                       | Крупенко Олександр Миколайович | Громадянин України, народився 12.02.1971 р., освіта вища, безпартійний, Рокитнівський професійний ліцей, Директор, місце проживання: Рівненська обл., Рокитнівський р-н, смт Рокитне | 122 | 23,87 | ЄБВО |
| 2                                                       | Шеремет Алла Іванівна          | Громадянка України, народилася 11.05.1983 р., освіта вища, безпартійна, Нетребська ЗОШ \|-\|\| ступенів, Директор школи, місце проживання: с. Борове, Рокитнівський р-н, Рівненська обл. | 100 | 19,56 | 2    |
| 3                                                       | Таранець Ігор Валерійович      | Громадянин України, народився 25.05.1992 р., освіта вища, безпартійний, Фізична особа-підприємець, місце проживання: Рівненська обл., Рокитнівський р-н, смт Рокитне | 38  | 7,43  | 3    |
| ПОЛІТИЧНА ПАРТІЯ "ЄВРОПЕЙСЬКА СОЛІДАРНІСТЬ"             |                                | |     |       |      |
| Перший кандидат                                         | Берташ Олексій Сергійович      | Громадянин України, народився 16.05.1978 р., освіта вища, член ПОЛІТИЧНОЇ ПАРТІЇ "ЄВРОПЕЙСЬКА СОЛІДАРНІСТЬ", Тимчасово не працює, місце проживання: с. Рокитне, Сарненський р-н, Рівненська обл.                                                                                            |     |       | ЄБВО |
| 1                                                       | Охремчук Віктор Павлович       | Громадянин України, народився 03.01.1964 р., освіта загальна середня, член ПОЛІТИЧНОЇ ПАРТІЇ "ЄВРОПЕЙСЬКА СОЛІДАРНІСТЬ", Товариство з обмеженою відповідальністю "Українська лісопереробна компанія", Генеральний директор, місце проживання: с. Остки, Сарненський р-н, Рівненська обл.    | 86  | 16,82 | ЄБВО |
| 2                                                       | Ярмошко Наталія Федорівна      | Громадянка України, народилася 23.10.1974 р., освіта вища, член ПОЛІТИЧНОЇ ПАРТІЇ "ЄВРОПЕЙСЬКА СОЛІДАРНІСТЬ", Відділ культури, молоді та спорту Рокитнівської районної державної адміністрації, Начальник відділу, місце проживання: с. Масевичі, Сарненський р-н, Рівненська обл.          | 72  | 14,09 | ЄБВО |
| Політична партія "Радикальна Партія Олега Ляшка"        |                                | |     |       |      |
| Перший кандидат                                         | Крупенко Анатолій Корнійович   | Громадянин України, народився 13.05.1961 р., освіта вища, член Політичної партії "Радикальна Партія Олега Ляшка", Дертівська загальноосвітня школа І –ІІ ступенів Рокитнівської районної ради Рівненської обл., Директор, місце проживання: Рівненська обл., Рокитнівський р-н, с. Кисоричі |     |       | ЄБВО |
| 1                                                       | Коб Василь Якович              | Громадянин України, народився 05.02.1967 р., освіта вища, безпартійний, Тимчасово не працює, місце проживання: Рівненська обл., Рокитнівський р-н, смт Рокитне | 26  | 5,08  | ЄБВО |
| 2                                                       | Ражик Віктор Васильович        | Громадянин України, народився 03.11.1965 р., освіта вища, безпартійний, Фізична особа,підприємець, місце проживання: Рівненська обл., Рокитнівський р-н, смт Рокитне | 24  | 4,69  | ЄБВО |
| Політична Партія "ГОЛОС"                                |                                | |     |       |      |
| 1                                                       | Ражик Тетяна Миколаївна        | Громадянка України, народилася 25.01.1988 р., освіта вища, безпартійна, Фізична особа-підприємець, місце проживання: Рівненська обл., Рокитнівський р-н, смт Рокитне | 32  | 6,26  | ЄБВО |
| 3                                                       | Коваль Євген Леонідович        | Громадянин України, народився 13.08.1985 р., освіта загальна середня, безпартійний, Фізична особа-підприємець, місце проживання: смт Томашгород, Рокитнівський р-н., Рівненська обл. | 106 | 20,74 | ЄБВО |

Попередні склади рад:
За результатами місцевих виборів 2010 року депутатами ради стали:

#### За суб'єктами висування
| Суб'єкт висування                                       | Кількість обраних депутатів | %    |
| ------------------------------------------------------- | --------------------------- | ---- |
| Самовисування                                           | 21                          | 70   |
| Партія регіонів                                         | 4                           | 13,3 |
| Політична партія Всеукраїнське об'єднання «Батьківщина» | 3                           | 10   |
| Українська Народна Партія                               | 1                           | 3,3  |
| Християнсько-демократична партія України                | 1                           | 3,3  |

#### За округами
| № округу                                                | Прізвище, ім'я, по батькові     | Дата визнання обраним | Освіта             | Партійна приналежність                         | Відомості про обраного депутата                                     |
| ------------------------------------------------------- | ------------------------------- | --------------------- | ------------------ | ---------------------------------------------- | ------------------------------------------------------------------- |
| Партія регіонів                                         |                                 |                       |                    |                                                |                                                                     |
| 7                                                       | Олешко Жанна Анатоліївна        | 01.11.2010            | середня            | позапартійна                                   | , бухгалтер                                                         |
| 14                                                      | Грущак Валентина Миколаївна     | 01.11.2010            | вища               | позапартійна                                   | Правління ветмедицини, головний спеціаліст                          |
| 18                                                      | Таргоня Лариса Петрівна         | 01.11.2010            | вища               | позапартійна                                   | тимчасово не працює                                                 |
| 23                                                      | Горегляд Наталія Костянтинівна  | 01.11.2010            | вища               | позапартійна                                   | Центральна районна лікарня, завідувачка стоматологічного відділення |
| Політична партія Всеукраїнське об'єднання «Батьківщина» |                                 |                       |                    |                                                |                                                                     |
| 17                                                      | Кибукевич Олег Йосипович        | 01.11.2010            | вища               | член Всеукраїнського об'єднання «Батьківщина»  | приватний підприємець                                               |
| 26                                                      | Кушнір Василь Іванович          | 01.11.2010            | середня            | позапартійний                                  | КП «Олімп», завідувач ринку                                         |
| 28                                                      | Шеремет Наталія Василівна       | 01.11.2010            | середня            | член Всеукраїнського об'єднання «Батьківщина»  | Рокитне, директор                                                   |
| Українська Народна Партія                               |                                 |                       |                    |                                                |                                                                     |
| 24                                                      | Мурзов Юрій Миколайович         | 01.11.2010            | вища               | член Української Народної Партії               | Рокитнівський держлісгосп, головний інженер                         |
| Християнсько-демократична партія України                |                                 |                       |                    |                                                |                                                                     |
| 25                                                      | Ільченко Ніна Іванівна          | 01.11.2010            | вища               | член Християнсько-демократичної партії України | пенсіонер                                                           |
| Самовисування                                           |                                 |                       |                    |                                                |                                                                     |
| 1                                                       | Березюк Ірина Радіонівна        | 20.03.2012            | середня спеціальна | позапартійна                                   | приватний підприємець                                               |
| 2                                                       | Кибукевич Володимир Захарович   | 01.11.2010            | вища               | позапартійний                                  | ВАТ Рокитнівський склозавод, начальник відділу                      |
| 3                                                       | Вознюк Лариса Миколаївна        | 01.11.2010            | вища               | позапартійна                                   |                                                                     |
| 4                                                       | Афіногенова Тетяна Андріївна    | 01.11.2010            | вища               | позапартійна                                   | Рокитнівська селищна рада, секретар                                 |
| 5                                                       | Таргоній Юрій Васильович        | 01.11.2010            | вища               | позапартійний                                  | ВАТ Рокитнівський склозавод, начальник відділу                      |
| 6                                                       | Кибукевич Віталій Володимирович | 01.11.2010            | вища               | позапартійний                                  | , начальник юридичного відділу                                      |
| 8                                                       | Нікалайчук Юрій Володимирович   | 01.11.2010            | вища               | позапартійний                                  | приватний підприємець                                               |
| 9                                                       | Стельмах Валентина Адамівна     | 01.11.2010            | середня            | позапартійна                                   | ВАТ Рокитнівський склозавод, голова профкому                        |
| 10                                                      | Богданець Ігор Васильович       | 01.11.2010            | вища               | позапартійний                                  | Центральна районна лікарня, заступник голови лікаря                 |
| 11                                                      | Богданець Василь Васильович     | 01.11.2010            | середня            | позапартійний                                  | ВАТ Рокитнівський склозавод, скловар                                |
| 12                                                      | Почтар Петро Федорович          | 01.11.2010            | середня            | позапартійний                                  | начальник енергоцеху                                                |
| 13                                                      | Костецький Ігор Іванович        | 01.11.2010            | вища               | позапартійний                                  | ТЗОВ «Акост», директор                                              |
| 15                                                      | Бричка Наталія Миколаївна       | 01.11.2010            | вища               | позапартійна                                   | Центральна районна лікарня, завідувач райполіклініки                |
| 16                                                      | Котяй Станіслав Олексійович     | 01.11.2010            | вища               | позапартійний                                  | ВАТ Рокитнівський склозавод, головний конструктор                   |
| 19                                                      | Богданець Петро Михайлович      | 01.11.2010            | середня            | позапартійний                                  | приватний підприємець                                               |
| 20                                                      | Небаба Ігор Валерійович         | 01.11.2010            | вища               | позапартійний                                  | Центральна районна лікарня, лікар невропатолог                      |
| 21                                                      | Чирук Сергій Анатолійович       | 01.11.2010            | середня            | позапартійний                                  | тимчасово не працює                                                 |
| 22                                                      | Любиш Марія Василівна           | 01.11.2010            | вища               | позапартійна                                   | загальноосвітня школа І-ІІІ ст. № 3, вчитель                        |
| 27                                                      | Панасюк Юрій Васильович         | 01.11.2010            | середня            | позапартійний                                  | приватний підприємець                                               |
| 29                                                      | Кравченя Петро Григорович       | 01.11.2010            | середня            | позапартійний                                  | ВАТ «ПМК-180», муляр                                                |
| 30                                                      | Вайнер Ігор Аркадійович         | 01.11.2010            | вища               | позапартійний                                  | приватний підприємець                                               |